# (35251) 1995 YE5
1995 YE5 (asteroide 35251) é um asteroide da cintura principal. Possui uma excentricidade de 0.08615910 e uma inclinação de 3.22096º.
Este asteroide foi descoberto no dia 16 de dezembro de 1995 por Spacewatch em Kitt Peak.